# Nitara
Nitara es un personaje en la serie de videojuegos de lucha Mortal Kombat. Nitara es una vampiresa perteneciente a una raza cuyo reino fue fusionado al Mundo Exterior por Shao Kahn. Su primera aparición en la saga de Mortal Kombat, fue en el videojuego Mortal Kombat: Deadly Alliance.
Los vampiros deben consumir sangre de otros para poder sobrevivir, la nación vampiro ha existido por eras, y han viajado por muchos reinos en busca de sangre de especies inferiores. La Tierra ha sido una fuente excelente de alimento, pero su sol emite una forma de radiación que es bastante dañina para los vampiros. Por consiguiente, los vampiros solo pueden atravesar hacia aquel reino durante breves períodos, y solo al hemisferio frente al sol. Extrañamente Shao Kahn encerró el reino de los vampiros en un orbe mágico.

## Historia
Nitara hace su aparición en los eventos de la Deadly Alliance, ella demuestra ser una manipuladora y una gran mente maestra para lograr su gran objetivo, el de liberar a su reino 
del aprisionamiento por parte de Shao Kahn. Nitara parece saber todos los eventos que van ocurrir, primero ella se muestra en una colina en un valle que antes fue habitado por los vampiros, donde estaba oculto el ejército de Kitana, en su afán de querer atacar al ejército de Shao Kahn por sorpresa al no poder haberlo vencido en muchos intentos. Luego ella sabe de la formación de la deadly alliance, de su complot de asesinato en contra de Shao Kahn,
ella ve en Reptile a un tonto al cual usar, Nitara se le aparece a Reptile cuando este se dirigía a la fortaleza de su maestro, para contarle del complot de Quan Chi y Shang Tsung en su contra, esta llevaba una espada que a Reptile le pareció muy familiar. Kirehashi
era el arma, un arma perteneciente a la raza extinta de Reptile, Nitara se la ofreció como 
muestra de amistad. Reptile en un minuto quiso atacar con su espada a Nitara, pero luego entró en sí y aceptó su ofrenda. Nitara luego le dijo que ella conocía información que ayudaría a su 
maestro Shao Kahn en su lucha contra las fuerzas de Kitana, Reptile parecía incledulo, por esto 
Nitara lo condujo a través de los llanos del Outworld a la ubicación secreta del campamento militar de Kitana, Reptile se dirijío rápidamente donde su maestro. Al retener todo este tiempo a Reptile pudo lograr que el complot de asesinato en contra de Shao Kahn de la deadly alliance
se pudiera cumplir. Ahora Nitara se le presenta a Cyrax, quien había quedado atrapado en el Outworld, por la destrucción del portal de la agencia de las fuerzas especiales. Nitara le dijo
que si él la ayudaba a encontrar un orbe mágico que se encontraba en algún lugar del Outworld, ella lo ayudaría a regresar a Earthrealm. Nitara le indica donde podría estar aquel orbe y luego
se dirige de nuevo en busca de Reptile. Ella lo encontró vagando sin rumbo completamente destrozado por la muerte de su maestro y culpándose de su muerte, en acto de tratar de remidirse Reptile le prometió su vida a servirle. Nitara aceptó y juntos se dirigieron donde Reptile tendría su primera orden, pero Reptile en momentos perdía la razón y veía a su nueva maestra como a los enemigos de su anterior maestro Shao Kahn, él la atacaba con su Kirehashi, Reptile la golpeó con su arma, pero para suerte de Nitara la hoja de Kirehashi no era de madera. Ella tiró el arma de su cuerpo, y trató de calmarlo. Sin embargo Reptile estaba fuera de control, ella solamente podía volar para que Reptile no le hiciera daño. Nitara lo perdonó por su acto descontrolado y por haberla atacado, y la primera orden que le dio a Reptile fue la de atacar al invasor del Earthrealm. Ella instruyó a Reptile a que mordiera los controles que tenía el invasor en su muñequera, ya que haciendo esto la batalla sería más fácil.
Durante los eventos del armageddon, el reino de Vaeternus había recuperado su independencia de Shao Kahn. Nitara fue reverenciada por su parte en la victoria. La reestructuración de la civilización de los vampiros estaba en buen camino; pronto recuperarían su antigua majestad. Lamentablemente su honor no fue lo único que recuperaron del pasado. Hubo informes de genocidio en todas partes del restaurado imperio Moroi. Muchos vampiros habían sido matados; ninguno había sobrevivido el ataque para describir a los asaltantes. Nitara se puso al frente de la investigación para descubrir la verdad. Examinando las heridas de los muertos, Nitara llegó a una conclusión desalentadora que todos estos asesinatos no fueron obra de un grupo de asesinos. Las víctimas habían caído bajo la hoja conocida como Datusha, la pesadilla de los moroi. El antiguo Kriss había encontrado un nuevo portador. Esto había vuelto por sangre de vampiro. Aunque el origen del Datusha se había perdido en la historia, su objetivo era claro:
Esto vive para matar a tantos vampiros como pueda. Los vampiros son una raza poderosa, son muy pocos los que pueden amenazar su inmortalidad. Los vampiros ancianos hablan de que la espada es por sí misma un depredador natural para ellos. La maldita espada encuentra un portador, y los corrompe haciéndolos pensar que lo hacen por un objetivo superior. En el pasado su portador fue un vampiro llamado Kahil Grigesh, que fue su marioneta en el objetivo de matar a sus hermanos, aunque la espada lo fue volviendo loco él resultó lo bastante poderoso como para romper su control mental. Para expiar de su culpa de haber matado a sus propios hermanos vampiros, él tomo la espada en el Netherrealm, donde él cometió hara-kiri, encarcelando a Datusha en el Infierno. Se creía que la espada ya nunca encontraría a un vampiro portador en aquel desolado lugar. Al estar encerrados el número de los vampiros aumentó de tal forma que nunca antes se había registrado tal cantidad. Pero con la vuelta de Datusha, rápidamente conducían a los vampiros a la extinción, Nitara tenía que hacer algo. Los mayores investigaron en textos vampíricos antiguos, una forma de derrotar la espada. Una profecía oscura Edeniana que ellos encontraron podría ser la llave. Esto hablaba de una fuerza de gran poder oculto en un cráter allí. Ordenaron que Nitara encontrara este poder y lo usara contra nuestro enemigo. Nitara se dirigió a Edenia y se encontró con una matanza. Los cuerpos de sus vampiros estaban por todas partes. Entre la matanza Nitara vio una mujer vestida de blanco portando la maldita Kriss. Enfurecida Nitara se enfrentó a ella, pero era demasiada poderosa. Nitara se separó y llamó su atención para sacarla de Vaeternus, por eso hizo que se escapaba para que la atacante la siguiera. Mientras su atención este fija en Nitara, la nación vampiro estará segura. Esta debe atraer a Ashrah lo más cerca del cráter posible y usar el arma edeniana en su contra. Esta podría ser la única esperanza de eliminar la espada de una vez por todas.

## Recepción
Fue clasificada 46ª en la lista de UGO de 2012 de los principales cincuenta personajes de la serie y en la encuesta de 2013 de Dorkly votó en público por Mortal Kombat. En 2011, Complex la nombró uno de los personajes más subestimados de la serie. Tony Searle de WhatCulture clasificó a Nitara en el décimo lugar en su lista de 2014 de los doce retornados buscados para Mortal Kombat X, en el que no estaba incluida. En una futura entrega, Nitara podría poner énfasis en su deseo de sangre... y su historia podría ser más elaborada.

## Apariciones en Juegos

### Mortal Kombat: Deadly Alliance
Nitara encontró el lugar en donde se encontraba la Orbe por la cual su reino, Vaeternus, se encontraba unido al Outworld, pero estaba en un lugar que ella no podía acceder. Pero pudo localizar a alguien que sí podría hacerlo: el cyber ninja Cyrax. Manipulando a Reptile para que atacara al robot, consiguió retenerlo destruyendo su mecanismo de abrir portales. Luego, lo persuadió para que la ayude a recuperar la Orbe usando la gema mágica de su collar, la misma que usaban los vampiros para viajar entre los reinos.
Sin otra opción, Cyrax acompaña a Nitara al lugar en donde se encontraba la Orbe, pero con un sentimiento de que alguien los seguía...

### Estilos de Lucha
- Leopard
- Fu Jow Pai

### Arma
- Kusarigama (en el juego abreviado Kama)

### Finisher
- Mordida al cuello: Nitara se abalanza sobre su oponente y empieza a morder su cuello. Luego de escupir algo de carne, vuelve a morder para luego saltar y derribarlo.

### Ending
Cyrax emergió de la lava con la Orbe, entregándosela a Nitara. La vampiresa cumplió su trato y devolvió a Cyrax a la Tierra.
Nitara tomó la Orbe y la azotó contra el suelo, lo cual causó un fulgor enceguecedor que la dejó inconsciente. Luego de un rato, despertó ya en su reino, en su hogar.

### Mortal Kombat 1
Nitara es interpretada por la actriz Megan Fox.

## Más información
Zona Mortal Kombat
https://mk1kombo.kagewebsite.com/overview-nitara
- Datos: Q1159990